# Mantidactylus curtus
Mantidactylus curtus és una espècie de granota de la família dels mantèl·lids endèmica de Madagascar.